# VI. Albert osztrák herceg
VI. Albert (Bécs, 1418. december 18. vagy 1418 – Bécs, 1463. december 2.) osztrák herceg majd főherceg.

## Élete
VI. Albert Vas Ernest osztrák herceg fiaként született Bécsben. Bár ő volt apja örököse sehol sem tudott hosszú ideig uralkodni. Ez bátyjával Frigyessel fennálló rossz viszonyának tudható be. 1446-tól Albert Felső-Ausztria régense volt IV. Frigyes halála után annak fia, Zsigmond helyett. Ebben a pozíciójában Albert komoly összetűzésbe került a bátyjával.
1458-tól 1463-as haláláig Albert Ausztria Ennsen túli területein (Felső-Ausztria) uralkodott egy elzárkózott fejedelemségben. Ilyen kevés jutott neki a hatalmas Habsburg örökségből. Mialatt Frigyes Bécs falait erősítette és sáncot ásatott a város köré Albert kiterjesztette a hatalmát az Ennsen túlra (Alsó-Ausztria) is 1462-ben.
Albert gyermek nélkül halt meg. A trónon bátyja követte.
| Előző uralkodó: II. Ernő | Ausztria hercege 1424 – 1458 Belső-Ausztriában | Következő uralkodó: V. Frigyes |

| Előd: Posthumus László | osztrák főherceg (1457. – 1463. december 2.) | Utód: V. Frigyes |